# Reál Hungária Élelmiszer Kereskedelmi Kft.
A Reál Hungária Élelmiszer Kft. magyarországi kiskereskedelmi cég, amely 2001. január 1-jén kezdte meg működését. 100 százalékban magyar tulajdonban van. Hét tagvállalatának mindegyike régiós központként funkcionál. A saját üzletei mellett a csatlakozott egyéb magánvállalkozásokat is tömöríti. Magyarország teljes területén  élelmiszer és vegyiáru kis- és nagykereskedelmi tevékenységet folytat. 
Jelmondata: „Ahol a szupermarket kezdődik!” (Reál Alfa)
A cég két üzletláncot üzemeltet, Reál Alfa néven 100 négyzetméter feletti, míg Reál Pont néven ennél kisebb eladóterű üzletekkel.

## Székhelye
2051 Biatorbágy, Rozália park 5–7.

## Saját márkái
Saját márkás termékei a következő márkaneveken jelennek meg:
- Reál
- Falusi

Saját márkáival kapcsolatos ügyletekkel a REÁL Védjegyhasznosító Kft. foglalkozik. 